# عصام عبد العظيم
عصام عبد العظيم دياب لاعب كرة قدم مصري سابق في مركز حراسة المرمى ، لعب لأندية الاتحاد السكندري والمصري وحرس الحدود.

وكان مدرب حراس المرمى للعديد من الأندية المصرية بالإضافة إلى نادي ظفار العماني.

## روابط خارجية
- عصام عبد العظيم على موقع ناشيونال فوتبول تيمز (الإنجليزية)
- عصام عبد العظيم على موقع أوليمبيديا (الإنجليزية)
- عصام عبد العظيم